# Luxemburg i olympiska sommarspelen 2008
Luxemburg i olympiska sommarspelen 2008 bestod av 12 idrottare som blivit uttagna av Luxemburgs olympiska kommitté.

## Bordtennis
- Huvudartikel: Bordtennis vid olympiska sommarspelen 2008
- Singel, herrar

| Ni Xia Lian | Singel |  |  | Huang (TPE) W 4-1 | Li (NED) L 1-4 | Gick inte vidare | Gick inte vidare | Gick inte vidare | Gick inte vidare | Gick inte vidare | Gick inte vidare | Gick inte vidare |

## Cykling
- Huvudartikel: Cykling vid olympiska sommarspelen 2008

### Landsväg
| Cyklist       | Gren              | Tid               | Placering |
| ------------- | ----------------- | ----------------- | --------- |
| Kim Kirchen   | Linjelopp, herrar | 6h 26' 40 (+2:51) | 46:e      |
| Andy Schleck  | Linjelopp, herrar | 6h 23' 49 (+0:00) | 5:e       |
| Frank Schleck | Linjelopp, herrar | 6h 26' 27 (+2:38) | 43:e      |

## Gymnastik
- Huvudartikel: Gymnastik vid olympiska sommarspelen 2008

### Artistisk gymnastik
Herrar
| Gymnast       | Gren     | Kval    | Kval    | Kval    | Kval    | Kval    | Kval    | Kval   | Kval      | Final            | Final            | Final            | Final            | Final            | Final            | Final            | Final            |
| Gymnast       | Gren     | Redskap | Redskap | Redskap | Redskap | Redskap | Redskap | Totalt | Placering | Redskap          | Redskap          | Redskap          | Redskap          | Redskap          | Redskap          | Totalt           | Placering        |
| Gymnast       | Gren     | F       | PH      | R       | V       | PB      | HB      | Totalt | Placering | F                | PH               | R                | V                | PB               | HB               | Totalt           | Placering        |
| ------------- | -------- | ------- | ------- | ------- | ------- | ------- | ------- | ------ | --------- | ---------------- | ---------------- | ---------------- | ---------------- | ---------------- | ---------------- | ---------------- | ---------------- |
| Sascha Palgen | Mångkamp | 15.200  | 13.000  | 14.325  | 15.725  | 14.225  | 13.600  | 86.075 | 37        | Gick inte vidare | Gick inte vidare | Gick inte vidare | Gick inte vidare | Gick inte vidare | Gick inte vidare | Gick inte vidare | Gick inte vidare |

## Judo
Damer
| Idrottare    | Gren                   | Sextondelsfinal          | Åttondelsfinal       | Kvartsfinal          | Semifinal            | Återkval 1                 | Återkval 2                | Återkval 3           | Final / BM           | Final / BM       |
| Idrottare    | Gren                   | Motståndare Resultat     | Motståndare Resultat | Motståndare Resultat | Motståndare Resultat | Motståndare Resultat       | Motståndare Resultat      | Motståndare Resultat | Motståndare Resultat | Placering        |
| ------------ | ---------------------- | ------------------------ | -------------------- | -------------------- | -------------------- | -------------------------- | ------------------------- | -------------------- | -------------------- | ---------------- |
| Marie Müller | Halv lättvikt (-52 kg) | Haddad (ALG) L 0000–0211 | Gick inte vidare     | Gick inte vidare     | Gick inte vidare     | Diédhiou (SEN) W 1001–0001 | Kim K-O (KOR) L 0001–0010 | Gick inte vidare     | Gick inte vidare     | Gick inte vidare |

## Segling
Herrar
| Seglare     | Gren  | Lopp | Lopp | Lopp | Lopp | Lopp | Lopp | Lopp | Lopp | Lopp | Lopp | Lopp | Summerad poäng | Finalplacering |
| Seglare     | Gren  | 1    | 2    | 3    | 4    | 5    | 6    | 7    | 8    | 9    | 10   | M*   | Summerad poäng | Finalplacering |
| ----------- | ----- | ---- | ---- | ---- | ---- | ---- | ---- | ---- | ---- | ---- | ---- | ---- | -------------- | -------------- |
| Marc Schmit | Laser | 30   | 39   | 25   | 35   | 30   | 35   | 41   | 40   | 33   | CAN  | EL   | 227            | 42             |

M = Medaljlopp; EL = Eliminerad – gick inte vidare till medaljloppet;

## Simning
- Huvudartikel: Simning vid olympiska sommarspelen 2008

## Triathlon
| Triathlet     | Gren                | Simning (1,5 km) | Trans 1 | Cykling (40 km) | Trans 2 | Löpning (10 km) | Total tid  | Placering |
| ------------- | ------------------- | ---------------- | ------- | --------------- | ------- | --------------- | ---------- | --------- |
| Dirk Bockel   | Herrarnas triathlon | 18:26            | 0:27    | 57:52           | 0:27    | 34:19           | 1:51:31,01 | 25        |
| Elizabeth May | Damernas triathlon  | 20:26            | 0:30    | 1:05:56         | 0:33    | 40:30           | 2:07:55,58 | 41        |